# Představitelé Tchien-ťinu

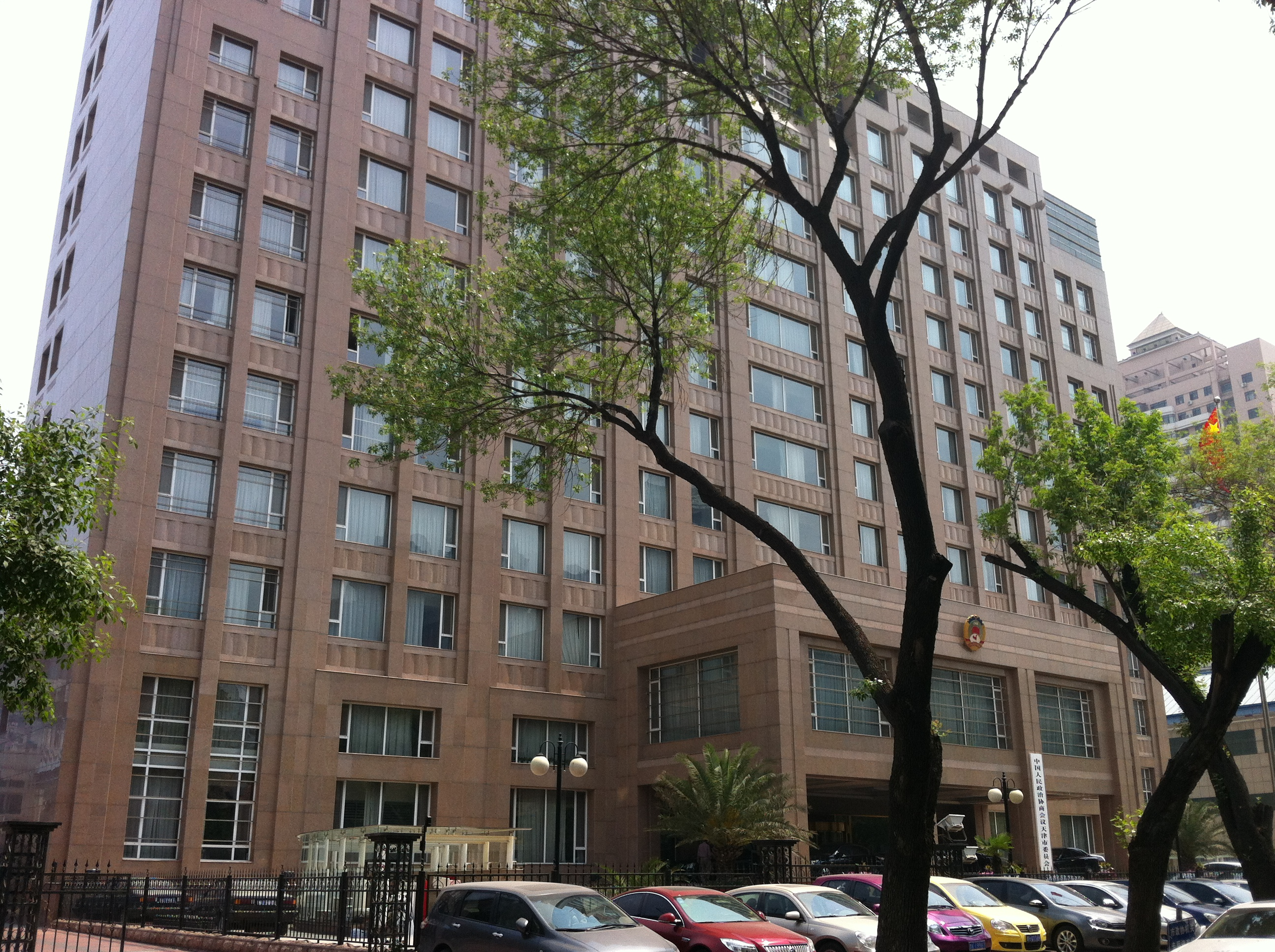
Sídlo tchienťinského výboru Čínského lidového politického poradního shromáždění

Představitelé Tchien-ťinu stojí v čele správy města. V čele správy Tchien-ťinu stojí starosta (š’-čang, 市长) řídící lidovou vládu Tchien-ťinu (Tchien-ťin-š’ žen-min čeng-fu, 天津市人民政府). Nejvyšší politické postavení ve městě má však tajemník tchienťinského výboru Komunistické strany Číny, vládnoucí politické strany města i celého státu. K dalším předním představitelům Tchien-ťinu patří předseda městského lidového shromáždění (zastupitelského sboru) a předseda městského výboru Čínského lidového politického poradního shromáždění (ČLPPS).
V politickém systému Čínské lidové republiky, analogicky k centrální úrovni, má příslušný regionální výbor komunistické strany v čele s tajemníkem ve svých rukách celkové vedení, lidová vláda v čele se starostou (u města) nebo guvernérem (u provincie) řídí administrativu regionu, lidové shromáždění plní funkce zastupitelského sboru a lidové politické poradní shromáždění má poradní a konzultativní funkci.
V rámci administrativy Čínské lidové republiky byl Tchien-ťin v letech 1955–1967 začleněn do provincie Che-pej, předtím a potom náležel a náleží k přímo řízeným městům na úrovni provincie.

## Tajemníci tchienťinského městského výboru Komunistické strany Číny (od 1949)
Tchien-ťinský městský výbor KS Číny v letech 1956–1984 vedl první tajemník s pomocí druhého tajemníka a několika dalších tajemníků. Předtím a potom v čele výboru stál, resp. stojí tajemník s několika zástupci tajemníka.
Ve sloupci „Další funkce“ jsou uvedeny nejvýznamnější úřady zastávané současně s výkonem funkce tajemníka tchienťinského výboru strany, případně pozdější působení v politbyru a stálém výboru politbyra.
| Portrét | Jméno (životní data)                    | Od            | Do            | Další funkce a poznámky |
| ------- | --------------------------------------- | ------------- | ------------- | --- |
|         | Chuang Kche-čcheng (黄克诚) (1902–1986) | leden 1949    | květen 1949   | později tajemník chunanského provinčního výboru KS Číny (1949–1952), náčelník generálního štábu ČLOA (1958–1959), výkonný tajemník Ústřední komise pro kontrolu disciplíny KS Číny (1978–1982) |
|         | Chuang Ťing (黄敬) (1912–1958)          | květen 1949   | duben 1953    | starosta Tchien-ťinu (1949–1952) |
|         | Chuang Chuo-čching (黄火青) (1901–1999) | duben 1953    | červen 1958   | starosta Tchien-ťinu (1955–1958), předseda tchienťinského městského výboru ČLPPS (1955–1960)                                                                                                   |
|         | Wan Siao-tchang (万晓塘) (1916–1966)    | červen 1958   | září 1966     | předseda tchienťinského městského výboru ČLPPS (1960–1966), zemřel v úřadu |
|         | Sie Süe-kung (解学恭) (1916–1993)       | leden 1967    | červen 1978   | předseda tchienťinského revolučního výboru (1967–1978), předseda tchienťinského městského výboru ČLPPS (1977–1979)                                                                             |
|         | Lin Chu-ťia (林乎加) (1916–2018)        | červen 1978   | říjen 1978    | předseda tchienťinského revolučního výboru (1978) |
|         | Čchen Wej-ta (陈伟达) (1916–1990)       | říjen 1978    | říjen 1984    | předseda tchienťinského revolučního výboru (1978–1979), starosta Tchien-ťinu (1979–1980) |
|         | Ni Č’-fu (倪志福) (1933–2013)           | říjen 1984    | srpen 1987    | předseda Všečínské federace odborů (1978–1993), člen politbyra ÚV KS Číny (1977–1987) |
|         | Li Žuej-chuan (李瑞环) (* 1934)         | srpen 1987    | říjen 1989    | předtím starosta Tchien-ťinu (1982–1989), člen politbyra ÚV KS Číny (od 1987), později tajemník sekretariátu ÚV KS Číny (1989–1992), a člen stálého výboru politbyra (1989–2002)               |
|         | Tchan Šao-wen (谭绍文) (1929–1993)      | říjen 1989    | únor 1993     | předseda městského výboru ČLPPS (1988–1990), člen politbyra ÚV KS Číny (od 1992), zemřel v úřadu                                                                                               |
|         | Nie Pi-čchu (聂璧初) (1928–2018)        | únor 1993     | březen 1993   | úřadující, zástupce tajemníka, později předseda tchienťinského městského lidového shromáždění (1993–1998)                                                                                      |
|         | Kao Te-čan (高德占) (* 1932)            | březen 1993   | srpen 1997    | |
|         | Čang Li-čchang (张立昌) (1939–2008)     | srpen 1997    | březen 2007   | předtím starosta Tchien-ťinu (1993–1998), předseda tchienťinského městského lidového shromáždění (1998–2003), člen politbyra ÚV KS Číny (2002–2007)                                            |
|         | Čang Kao-li (张高丽) (* 1946)           | březen 2007   | listopad 2012 | člen politbyra ÚV KS Číny (od 2007), později člen stálého výboru politbyra (2012–2017) |
|         | Sun Čchun-lan (孙春兰) (* 1950)         | listopad 2012 | prosinec 2014 | žena, členka politbyra ÚV KS Číny (2012–2022) |
|         | Chuang Sing-kuo (黄兴国) (* 1954)       | prosinec 2014 | září 2016     | úřadující, zástupce tajemníka, předtím starosta Tchien-ťinu (2007–2016) |
|         | Li Chung-čung (李鸿忠) (* 1956)         | září 2016     | prosinec 2022 | člen politbyra ÚV KS Číny (od 2017) |
|         | Čchen Min-er (陈敏尔) (* 1960)          | prosinec 2022 | úřadující     | člen politbyra ÚV KS Číny (od 2017) |

## Starostové Tchien-ťinu (od 1949)
Uvedeni jsou starostové Tchien-ťinu od roku 1949. Od ledna 1949 do ledna 1955 vedl městskou administrativu starosta v čele lidové vlády Tchien-ťinu, přičemž město patřilo mezi přímo řízená města na úrovni provincie. Od ledna 1955 byl Tchien-ťin městem na úrovni prefektury v provincii Che-pej a vedl ho starosta v čele lidového výboru. Roku 1967 byl Tchien-ťin vyňat z Che-peje a opět se stal přímo řízeným městem. Během kulturní revoluce a krátce po ní, od prosince 1967 do června 1980, městskou administrativu řídil tchienťinský revoluční výbor v čele s předsedou. V červnu 1980 byl revoluční výbor zrušen a obnovena lidová vláda vedená starostou.
Ve sloupci „Další funkce“ jsou uvedeny nejvýznamnější současně zastávané úřady, případně pozdější působení v politbyru a stálém výboru politbyra.
| Portrét | Jméno (životní data)                    | Od            | Do            | Další funkce |
| ------- | --------------------------------------- | ------------- | ------------- | --- |
|         | Chuang Ťing (黄敬) (1912–1958)          | leden 1949    | srpen 1952    | tajemník tchienťinského městského výboru KS Číny (1949–1953) |
|         | Wu Te (吴德) (1913–1995)                | říjen 1952    | leden 1955    | později člen 10. a 11. politbyra ÚV KS Číny (1973–1980) |
|         | Chuang Chuo-čching (黄火青) (1901–1999) | leden 1955    | červen 1958   | tajemník tchienťinského městského výboru KS Číny (1953–1958), předseda tchienťinského městského výboru ČLPPS (1955–1960)                                                        |
|         | Li Keng-tchao (李耕涛) (1912–1974)      | červen 1958   | září 1963     | |
|         | Chu Čao-cheng (胡昭衡) (1915–1999)      | září 1963     | 1967          | |
|         | Sie Süe-kung (解学恭) (1916–1993)       | prosinec 1967 | červen 1978   | první tajemník tchienťinského městského výboru KS Číny (1967–1978), předseda tchienťinského městského výboru ČLPPS (1977–1979)                                                  |
|         | Lin Chu-ťia (林乎加) (1916–2018)        | červen 1978   | říjen 1978    | první tajemník tchienťinského městského výboru KS Číny (1978), později první tajemník a starosta Pekingu (1978–1981), a ministr zemědělství (1981–1982)                         |
|         | Čchen Wej-ta (陈伟达) (1916–1990)       | říjen 1978    | červen 1980   | první tajemník tchienťinského městského výboru KS Číny (1978–1984) |
|         | Chu Čchi-li (胡启立) (* 1929)           | červen 1980   | duben 1982    | později tajemník sekretariátu ÚV KS Číny (1982–1989), člen politbyra ÚV KS Číny (1985–1989), a člen stálého výboru politbyra (1987–1989)                                        |
|         | Li Žuej-chuan (李瑞环) (* 1934)         | duben 1982    | listopad 1989 | člen politbyra ÚV KS Číny (od 1987), později tajemník sekretariátu ÚV KS Číny (1989–1992), a člen stálého výboru politbyra (1989–2002)                                          |
|         | Nie Pi-čchu (聂璧初) (1928–2018)        | listopad 1989 | červen 1993   | úřadující tajemník tchienťinského městského výboru KS Číny (1993), později předseda tchienťinského městského lidového shromáždění (1993–1998)                                   |
|         | Čang Li-čchang (张立昌) (1939–2008)     | červen 1993   | květen 1998   | později tajemník tchienťinského městského výboru KS Číny (1997–2007), předseda tchienťinského městského lidového shromáždění (1998–2003), člen politbyra ÚV KS Číny (2002–2007) |
|         | Li Šeng-lin (李盛霖) (* 1946)           | květen 1998   | prosinec 2002 | později ministr dopravy (2005–2012) |
|         | Taj Siang-lung (戴相龙) (* 1944)        | prosinec 2002 | prosinec 2007 | |
|         | Chuang Sing-kuo (黄兴国) (* 1954)       | prosinec 2007 | září 2016     | úřadující tajemník tchienťinského městského výboru KS Číny (2014–2016) |
|         | Wang Tung-feng (王东峰) (* 1958)        | září 2016     | říjen 2017    | později tajemník chepejského provinčního výboru KS Číny (2017–2022) |
|         | Čang Kuo-čching (张国清) (* 1964)       | leden 2018    | září 2020     | později tajemník liaoningského provinčního výboru KS Číny (2020–2022), člen politbyra ÚV KS Číny (od 2022)                                                                      |
|         | Liao Kuo-sün (廖国勋) (1963–2022)       | říjen 2020    | duben 2022    | zemřel v úřadě |
|         | Čang Kung (张工) (* 1961)               | květen 2022   | úřadující     | |

## Předsedové tchienťinského městského lidového shromáždění (od 1979)
| Jméno (životní data)                | Od          | Do          | Další funkce a poznámky |
| ----------------------------------- | ----------- | ----------- | --- |
| Jen Ta-kchaj (阎达开) (1913–1997)   | červen 1980 | duben 1983  | předtím předseda tchienťinského městského výboru ČLPPS (1979–1980)                                                                                    |
| Čang Caj-wang (张再旺) (1918–2010)  | duben 1983  | květen 1988 | |
| Wu Čen (吴振) (* 1922)              | květen 1988 | červen 1993 | předtím předseda tchienťinského městského výboru ČLPPS (1987–1988)                                                                                    |
| Nie Pi-čchu (聂璧初) (1928–2018)    | červen 1993 | květen 1998 | předtím starosta Tchien-ťinu (1989–1993), úřadující tajemník tchienťinského městského výboru KS Číny (1993)                                           |
| Čang Li-čchang (张立昌) (1939–2008) | květen 1998 | leden 2003  | předtím starosta Tchien-ťinu (1993–1998), tajemník tchienťinského městského výboru KS Číny (1997–2007), později člen politbyra ÚV KS Číny (2002–2007) |
| Fang Feng-jou (房凤友) (* 1941)     | leden 2003  | leden 2006  | předtím předseda tchienťinského městského výboru ČLPPS (1998–2003)                                                                                    |
| Liou Šeng-jü (刘胜玉) (* 1945)      | leden 2006  | leden 2011  | |
| Siao Chuaj-jüan (肖怀远) (* 1953)   | leden 2011  | leden 2018  | |
| Tuan Čchun-chua (段春华) (* 1959)   | leden 2018  | leden 2023  | |
| Jü Jün-lin (喻云林) (* 1962)        | leden 2023  | úřadující   | |

## Předsedové tchienťinského městského výboru Čínského lidového politického poradního shromáždění (ČLPPS, od 1955)
| Jméno (životní data)                    | Od            | Do            | Další funkce a poznámky |
| --------------------------------------- | ------------- | ------------- | --- |
| Chuang Chuo-čching (黄火青) (1901–1999) | březen 1955   | březen 1960   | tajemník tchienťinského městského výboru KS Číny (1953–1958), starosta Tchien-ťinu (1955–1958)                             |
| Wan Siao-tchang (万晓塘) (1916–1966)    | březen 1960   | září 1966     | první tajemník tchienťinského městského výboru KS Číny (1958–1966), zemřel v úřadu                                         |
| Sie Süe-kung (解学恭) (1916–1993)       | prosinec 1977 | červenec 1979 | první tajemník tchienťinského městského výboru KS Číny (1967–1978), předseda tchienťinského revolučního výboru (1967–1978) |
| Jen Ta-kchaj (阎达开) (1913–1997)       | červenec 1979 | červen 1980   | později předseda tchienťinského městského lidového shromáždění (1980–1983)                                                 |
| Chuang Č’-kang (黄志刚) (1916–2009)     | červen 1980   | duben 1983    | |
| Čchen Ping (陈冰) (1920–2008)           | duben 1983    | duben 1987    | |
| Wu Čen (吴振) (* 1922)                  | duben 1987    | květen 1988   | později předseda tchienťinského městského lidového shromáždění (1988–1993)                                                 |
| Tchan Šao-wen (谭绍文) (1929–1993)      | květen 1988   | duben 1990    | později tajemník tchienťinského městského výboru KS Číny (1989–1993), člen politbyra ÚV KS Číny (1992–1993)                |
| Liou Ťin-feng (刘晋峰) (1926–2015)      | duben 1990    | květen 1998   | |
| Fang Feng-jou (房凤友) (* 1941)         | květen 1998   | leden 2003    | později předseda tchienťinského městského lidového shromáždění (2003–2006)                                                 |
| Sung Pching-šun (宋平顺) (1945–2007)    | leden 2003    | červen 2007   | zemřel v úřadě |
| Sing Jüan-min (邢元敏) (* 1949)         | leden 2008    | leden 2013    | |
| Che Li-feng (何立峰) (* 1962)           | leden 2013    | květen 2014   | později předseda Státní rozvojové a reformní komise (od 2017)                                                              |
| Cang Sien-fu (臧献甫) (* 1954)          | leden 2015    | leden 2018    | |
| Šeng Mao-lin (盛茂林) (* 1960)          | leden 2018    | leden 2023    | |
| Wang Čchang-sung (王常松) (* 1962)      | leden 2023    | úřadující     | |